# Яшкин, Дмитрий Алексеевич
Дми́трий Алексе́евич Я́шкин (чеш. Dmitrij Jaškin; род. 23 марта 1993, Омск) — чешский и российский хоккеист, крайний нападающий клуба «Ак Барс», выступающего в КХЛ. На драфте НХЛ 2011 года выбран во 2-м раунде под общим 41-м номером клубом «Сент-Луис Блюз». Мастер спорта России (2023).

## Игровая карьера
Отец Алексей Яшкин был хоккеистом. Играл на позиции защитника за воскресенский «Химик» в чемпионате СССР, а позже в составе «ХК Всетин» из Чешской экстралиги. В 1993 году, когда Дмитрию Яшкину было восемь месяцев, семья переехала жить в Чехию. Карьеру на юниорском уровне Дмитрий Яшкин, как и его старший брат Михаил, начал в системе «Всетина», за который оба брата играли до 2008 года, пока не перешли в «Славию», за которую отыграл два сезона с 2010 по 2012. Получил чешское гражданство.

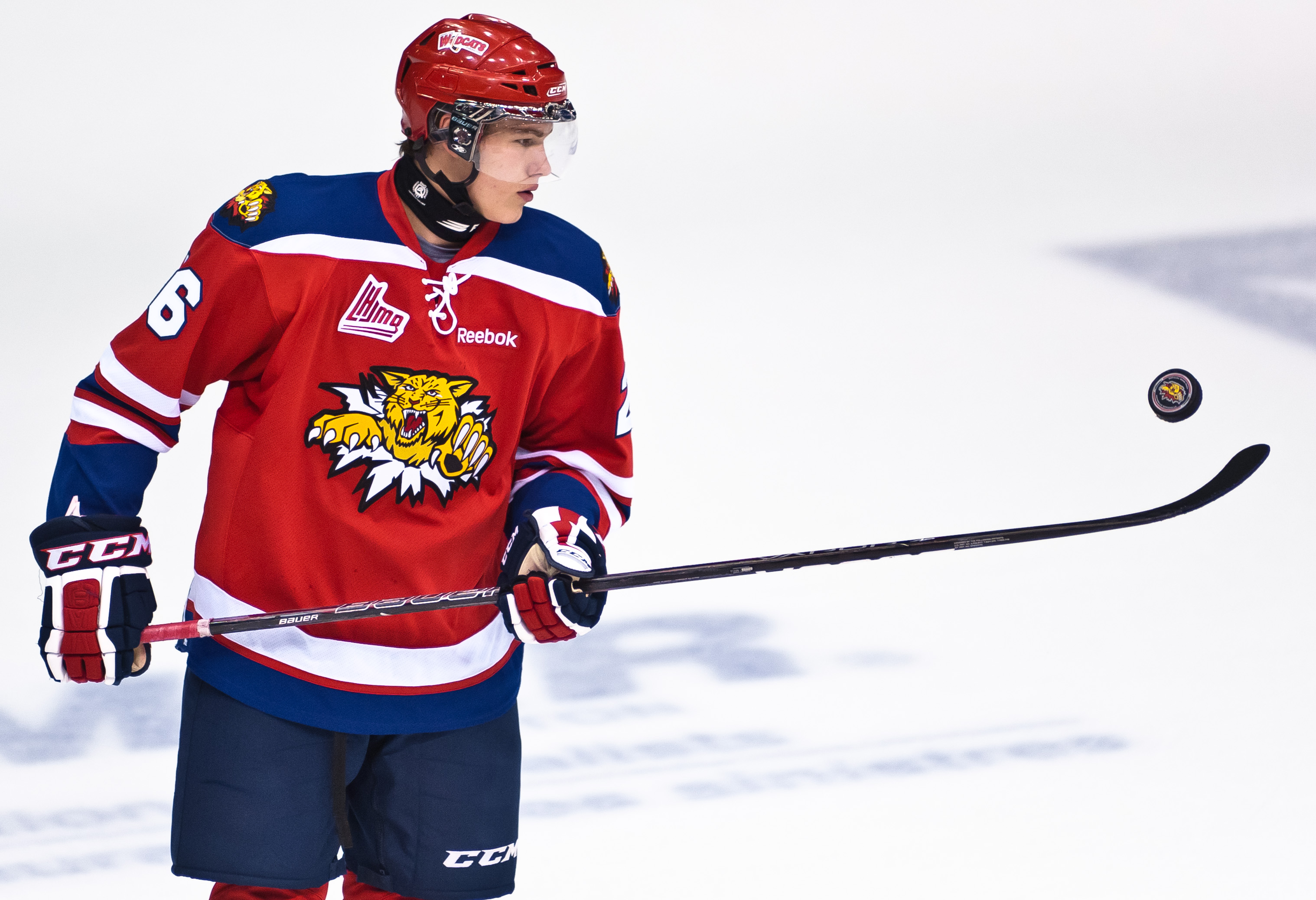
Яшкин в составе «Монктон Уайлдкэтс»

В 2012 году был задрафтован командой «Монктон Уайлдкэтс» из Главной юниорской хоккейной лиги Квебека (QMJHL). Стал играть за команду, чтобы набраться опыта и увеличить шансы на попадание в основной состав «Блюзменов».
3 апреля 2013 года подписал трёхлетний контракт с «Сент-Луис Блюз». В НХЛ дебютировал 9 апреля 2013 года, первый гол забил в сезоне 2013/14 28 декабря 2013 года в ворота Антти Раанта в матче против «Чикаго Блэкхокс».
В начале сезона 2018/19 «Вашингтон Кэпиталз» забрал Яшкина с драфта отказов. Яшкин сыграл 37 матчей, в которых забросил две шайбы и отдал 6 голевых передач.
После двух успешных сезонов в московском «Динамо» (2019/20 и 2020/21) вернулся в НХЛ, подписав 28 июля 2021 года однолетний контракт с «Аризоной Койотис» на 3,2 млн долларов. В начале сезона выглядел неубедительно, набрав в 12 матчах только 1 очко. 13 ноября 2022 года получил травму в игре против «Нэшвилл Предаторз» и больше за «Койотис» не сыграл ни разу.
Всего в регулярных сезонах НХЛ сыграл 315 матчей и набрал 70 очков (27+43). В плей-офф сыграл 14 матчей и набрал 4 очка (2+2).

### Карьера в КХЛ
В августе 2019 года московское «Динамо» выкупило у «Сибири» права на Яшкина в КХЛ, а затем подписало соглашение с Яшкиным сроком на 1 год.
Дебютировал в КХЛ 2 сентября 2019 года в матче с «Торпедо» (3:2). 17 сентября 2019 года забросил первую шайбу в КХЛ в ворота «Адмирала» (4:2). 21 октября сделал 4 голевые передачи на Даниила Тарасова в гостевом матче против «Амура» (5:1). 19 декабря набрал 4 очка (2+2) в игре против «Северстали» (8:1). 15 февраля 2020 года сделал хет-трик в гостях в ворота рижского «Динамо», включая победную шайбу в овертайме (7:6). Московское «Динамо» в этом матче сумело победить, проигрывая 2:5. Всего в регулярном сезоне КХЛ 2019/20 набрал 63 очка (31+32) в 58 матчах при показателе полезности +34. Яшкин стал вторым бомбардиром сезона КХЛ, уступив только своему партнёру по тройке в «Динамо» Вадиму Шипачёву (65 очков). В плей-офф набрал 6 очков в 6 матчах.
В апреле 2020 года продлил контракт с «Динамо» на два сезона.
16 сентября 2020 года сделал хет-трик в гостях против «Сибири» (4:2), забросив по шайбе в меньшинстве, большинстве и равных составах. 19 ноября 2020 года сделал хет-трик в матче против рижского «Динамо» (6:1). Яшкин стал первым чешским хоккеистом в истории КХЛ, кому удалось сделать более двух хет-триков за карьеру. 28 декабря 2020 года забросил три шайбы в ворота «Спартака» к 25-й минуте матча (6:0). По итогам сезона 2020/21 стал лучшим снайпером регулярного сезона КХЛ с 38 шайбами (17 — в большинстве), на 10 шайб опередив ближайшего преследователя. Всего набрал 60 очков (38+22) в 59 матчах, став 4-м бомбардиром сезона КХЛ, при показателе полезности +25. 2 марта забросил единственную шайбу в первом матче серии плей-офф Кубка Гагарина против «Северстали» (1:0).
В июле 2022 года вернулся в КХЛ, подписав контракт со СКА. 4 января 2023 года сделал хет-трик в ворота «Трактора» (9:3). Яшкин стал 9-м хоккеистом в истории КХЛ, сделавшим не менее 5 хет-триков. 21 января 2023 года в игре против «Торпедо» забросил свою 100-ю шайбу в КХЛ. Всего в сезоне 2022/23 набрал 62 очка (40+22) в 67 матчах и стал лучшим бомбардиром и снайпером сезона. 14 из 40 шайб Яшкин забросил в большинстве. 31 мая 2023 года было объявлено об уходе Яшкина из СКА.
6 июня 2023 года подписал трёхлетний контракт с казанским «Ак Барсом». 18 сентября сделал хет-трик в игре против «Витязя» (5:4 ОТ). Яшкин стал пятым хоккеистом в истории КХЛ и первым, родившимся в 1990-е годы, сделавшим за карьеру не менее 6 хет-триков. 12 октября 2023 года Яшкин в своём 200-м матче в регулярных сезонах КХЛ набрал 200-е очко (119+81), забросив шайбу в ворота «Амура» (5:3). 
Перед сезоном КХЛ 2024/25 был выбран капитаном хоккейного клуба «Ак Барс». 24 ноября 2024 года набрал 250-е очко в КХЛ. 18 января 2025 года в матче против «Адмирала» (5:2) забросил свою 150-ю шайбу в регулярных сезонах КХЛ. Яшкин стал 23-м хоккеистом, достигшим этой отметки, ему понадобилось наименьшее количество матчей для этого — 265, прежний рекорд принадлежал Сергею Мозякину (281 матч).

### Сборная Чехии
Яшкин выступал за молодёжную сборную Чехии на чемпионатах мира 2012 и 2013 годов, где чехи становились пятыми.
В сентябре 2016 года играл за национальную сборную Чехии на Кубке мира, но в трёх матчах не набрал ни одного очка.
На чемпионате мира 2018 года в 8 матчах набрал 7 очков (4+3), чехи заняли седьмое место, проиграв в четвертьфинале американцам. Чемпионат 2019 года, где чехи проиграли в матче за третье место сборной России, сложился менее результативно для Яшкина — 4 очка (2+2) в 10 матчах.
В ноябре 2020 года отказался играть за сборную Чехии на Кубке Карьяла, мотивируя это необходимостью отдыха.

## Личная жизнь
Жена — Надия (в браке с 2015 года). 6 июля 2025 года Дмитрий объявил о разводе на своём канале в Телеграм.

## Статистика
| Легенда | Легенда                    | Легенда | Легенда                   | Легенда | Легенда    |
| ------- | -------------------------- | ------- | ------------------------- | ------- | ---------- |
| И       | Количество проведённых игр | Штр     | Штрафное время            | +/−     | Плюс-минус |
| Г       | Голы                       | П       | Голевые передачи          | О       | Очки       |
| -       | Статистика неизвестна      | —       | Статистика не учитывалась |         |            |